# Urarina
Urarina é um povo indígena da Amazônia peruana.